# Old Harbour
Old Harbour est une ville de Jamaïque dans le comté de Middlesex, paroisse Sainte-Catherine. La plus grande centrale électrique du pays s'y trouve.